# Alicia Machado

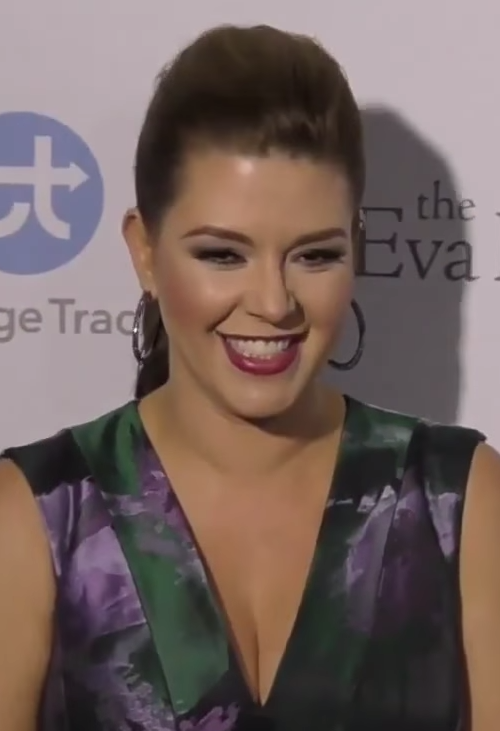
Alicia Machado (2016)

Alicia Machado (* 6. Dezember 1976 in Maracay, Venezuela) ist eine US-amerikanische Schauspielerin, Model und Miss Universe 1996.

## Leben
Alicia Machado wurde 1976 in Maracay geboren. Ihr war Vater stammte aus Spanien und die Familie ihrer Mutter wanderte vor der kubanischen Revolution aus Kuba aus. Machado besuchte eineinhalb Jahre lang das College, verließ es dann aber, um Model zu werden und in Werbespots aufzutreten.
1995 gewann sie den Schönheitswettbewerb Mitt Maracay und wurde im Anschluss Miss Venezuela. 1996 gewann sie in Las Vegas den Titel einer Miss Universe. Machados Regentschaft begann, als der amerikanische Geschäftsmann Donald Trump die Kontrolle über den Schönheitswettbewerb Miss Universe übernahm. 
Sie lebt in Miami.
1997 hatte Machado mit einer Folge in der Fernsehserie Die Nanny ihr Fernsehdebüt. In der Telenovela Samantha spielte sie 1998 erstmals eine durchgehende Rolle. 2005 folgte ihr Spielfilmdebüt in dem Film Cansada de besar sapos.

### Privat
Machado war einst mit dem professionellen Baseballspieler Bobby Abreu zusammen; das Paar trennte sich später und löste die Verlobung auf.
Machado hat eine Tochter. Im Jahr 2013 unterzog sich Machado einer beidseitigen Mastektomie, nachdem bei ihr Brustkrebs diagnostiziert worden war.
Im Mai 2016 wurde Machado US-amerikanischer Staatsbürger.

## Filmografie
- 1997: Die Nanny (The Nanny, Fernsehserie, Folge 4x25 Hochzeitsfieber)
- 1998: Samantha (Fernsehserie, 120 Folgen)
- 1999: Infierno en el paraíso (Fernsehserie, 90 Folgen)
- 2000: Estamos unidos (Fernsehserie)
- 2001: Secreto de amor (Fernsehserie, Folge 1x95)
- 2002: Mambo y canela (Fernsehserie, 47 Folgen)
- 2005: Cansada de besar sapos
- 2006: I Love Miami
- 2007: El Pantera (Fernsehserie, 13 Folgen)
- 2007: Amor sin maquillaje (Fernsehserie, 15 Folgen)
- 2009: Los simuladores (Fernsehserie, Folge 2x03)
- 2009: Tomasa Tequiero (Fernsehserie, Folge 1x01)
- 2009: Hasta que el dinero nos separe (Fernsehserie, 14 Folgen)
- 2009: Atrévete a soñar (Fernsehserie, Folge 1x212)
- 2011: Una familia con suerte (Fernsehserie, 3 Folgen)
- 2013: Porque el amor manda (Fernsehserie, 3 Folgen)
- 2013: La Madame (Fernsehserie, 37 Folgen)
- 2015: Lo imperdonable (Fernsehserie, 85 Folgen)
- 2016: Juan Diego: El indio de Guadalupe (Fernsehfilm)
- 2017: Milagros de Navidad (Miniserie, Folge 1x20)
- 2018: ¡He matado a mi marido!
- 2018: El Cabaret (Miniserie)
- 2019: Juan Apóstol, El Más Amado
- 2021: Esta historia me suena (Fernsehserie, Folge 4x14)
- 2023: Juego de mentiras (Fernsehserie, 64 Folgen)
- 2023: Amores que engañan (Fernsehserie, Folge 2x08)